# Раугенштайн
Замок Раугенштайн — руїни середньовічного замку в місті Баден в Австрії. Замок розташований у долині Гелененталь, на північний схід від міста Швехат.

## Історія
Імовірно, замок побудувала одночасно з розташованим по сусідству замком Раугенек у середині XII століття сім'я Турс. Уперше замок згадано в земельному кадастрі Клостернойбурга 1186 року під назвою Alber et Chonrat de Ruhinstein, власником указано Зейфріда Турса фон Раугенштайна (Seyfried Turso von Rauhenstein). У XII і XIII століттях замок належав роду Турс, міністрам Бабенбергів. До кінця XIII століття рід Турсів вимер і замок перейшов у володіння сім'ї Пілліхсдорфер. 1386 року замок успадкував Ханс III Пухгайм. 1408 року раубриттери під проводом Йоганна Лауна захопили й розграбували замок.
1466 року власник замку Вільгельм Пухгайм розграбував кортеж імператриці Елеонори, дружини імператора Фрідріха III. Хоча охорона змогла повернути награбоване, імператор вислав каральний загін під керівництвом Георга Поттендорфа, розграбувавши і забравши замок в імператорське володіння. Внаслідок облоги частину укріплень зруйновано.
В ході Угорської війни в 1460-х роках проти короля Матвія I, замки Раугенштайн, Раугенек і Рор частково зруйновано. Оскільки імператор Фрідріх гостро потребував грошей для продовження воєн, замок Раугенштайн, нарівні з іншими імперськими володіннями, заклали.
1529 року замок зруйнували турки. У XV і XVI століттях замок служив центром земельного суду району. Поліптик 1534 року вказує замок Раугенштайн як центр довколишніх земель.
Протягом наступних ста років замок часто змінював власників, які або купували, або успадкували Раугенштайн. Так 1635 року Ганс Пауль Бауер отримав від Фердинанда II титул фрайгера фон і цу Раугенштайн, попри те, що Бауер практично не займався цим замком і не виділяв грошей на ремонт, а через 9 років заклав замок. У наступні роки Раугенштайн часто перепродувався, змінивши до 1683 року понад 8 власників.

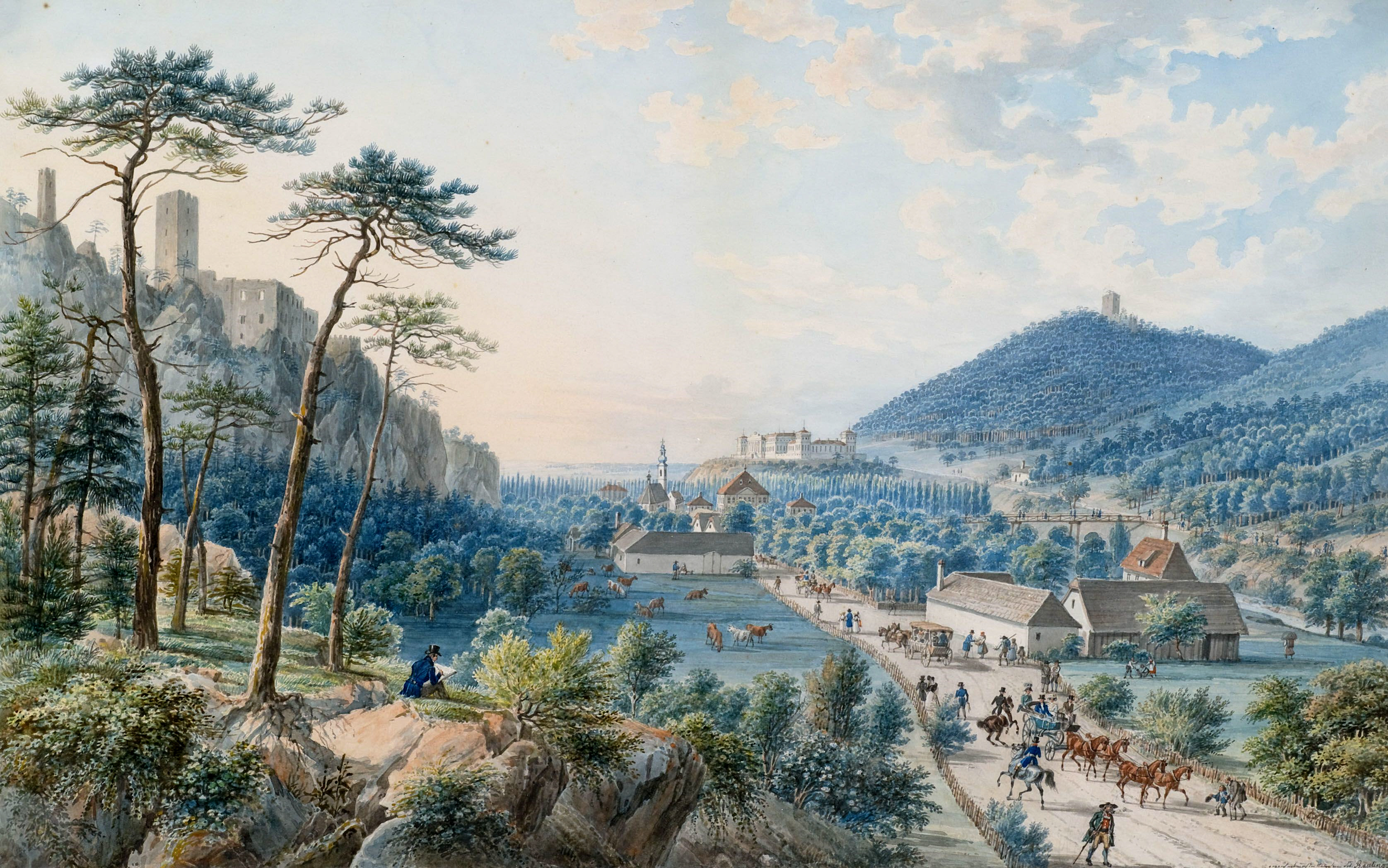
Тобіас Рауліно, Вид на замок Вайльбург, акварель, бл. 1839. На передньому плані зліва видно укріплені і відкриті для відвідування руїни замку Раугенштайн

1683 року в ході Австро-турецької війни замок дуже постраждав і являв собою практично руїни. До 1705 бракувало більшої частини даху, дверей і вікон, а 1713 року новий власник замку, Франц Антон фон Кваренті і Раал, наказав зняти з занедбаного будинку залишок покрівлі для ухилення від введеного податку на дахи. В 1741 Раугенштайн перейшов у володіння до сучасних господарів, сім'ї Доблофф-Дір.
Від 1790 до 1808 замок орендувала фірма Мюльбек і Гебенштрайт, яка відкрила в приміщеннях виробництво скипидару. Виробництво не пішло на користь ні замку, ні місцевому термальному курорту.
1808 року замок орендував Йоган Фердинант фон Шонфельд, віденський підприємець, колекціонер і письменник. Він відреставрував будинок, очистив і відкрив для відвідування не лише руїни, але й донжон. Ще у XVIII столітті навколо замку розпланували парк зі статуями, павільйонами та ставком з водяними черепахами. З цього часу руїни відкрили для відвідування, постійно реставрували та зміцнювали.
У другій половині XX століття інтерес до замку Раугенштайн знову зріс. Від 1993 поряд із замком проводиться фестиваль Ruinenfestl.

## Архітектура
Протягом усієї своєї історії будівлю постійно перебудовували і добудовували. Можна виділити 4 етапи становлення замка.

### Романський період
Першим на місці замку зведено невеликий двоповерховий романський палац, розміром близько 20х8 метрів. Попри скромні розміри, з долини будівля виглядала значно соліднішою завдяки вигідному розташуванню на вершині скелі і солідній кам'яній кладці. З боку двору в палаці розташовувалися двоє подвійних дверей: головні (ширина отвору 2 метри) та господарські (ширина отвору 70 см). Виходячи з висоти дверей можна зробити висновок, що перший поверх мав близько 2 м заввишки.
Другий поверх палацу мав висоту близько 3 м і його займали житлові та представницькі кімнати. Зі східного боку палацу частково зберігся фронтон.
З боку двору немає жодних залишків чи натяків на вікна тоді, як у стіні, зверненій до долини, розташовувалися романські вікна, розширені пізніше в епоху бароко.

### Готичний період
У XIV столітті, можливо після руйнування 1299 року, до палацу добудували ще два поверхи, при цьому старий поділ на перші два поверхи збережено. Третій поверх був уже значно вищим за старі, його висота становила 4,5 м. Можливо, на поверсі була підвісна стеля. Подібні конструкції часто зустрічаються в будинках того часу. Висота 4 поверху становила 3 м.
Тоді як не збереглося жодного сліду романських вікон, багато готичних вікон дійшло до нас. Тільки одне з них збереглося в початковому вигляді і є простим прямокутним вікном. Інші вікна замуровано в епоху бароко, але вони легко вгадуються з боку фасаду.
До нас дійшли готичні ланцетоподібні двері [Архівовано 12 січня 2012 у Wayback Machine.], розташовані на 4 поверсі.

### Бароковий період
На початку XVII століття будинок повністю перебудовано. Палац поділено на 3 поверхи, при цьому висота першого поверху не змінилася. Стіни, звернені у внутрішній двір, вертикально розчленували на 4 частини, пробивши нові вікна. Вікна першого поверху, що виходять на долину, розширили, повністю знищивши романські вікна XII—XIV століть. На другому та третьому поверхах заклали старі вікна та пробили нові великі прямокутні витягнуті вікна.
Під час перебудови додано багато камінів, що завдало значної шкоди романській кладці та знищило цінні готичні елементи.

### Новий час
1790 року в зруйнованій будівлі розмістили фабрику з виробництва скипидару. Після обвалення залишків даху вмонтовано навіс, сліди кріплення якого можна побачити у вигляді косих вирубок на стінах.